# NGC 5123
NGC 5123 é uma galáxia espiral (Sc) localizada na direcção da constelação de Canes Venatici. Possui uma declinação de +43° 05' 10" e uma ascensão recta de 13 horas, 23 minutos e 10,4 segundos.
A galáxia NGC 5123 foi descoberta em 9 de Abril de 1787 por William Herschel.